# La Ensenada, Tabasco
La Ensenada är en ort i Mexiko.   Den ligger i kommunen Jalpa de Méndez och delstaten Tabasco, i den sydöstra delen av landet, 700 km öster om huvudstaden Mexico City. La Ensenada ligger 9 meter över havet och antalet invånare är 546.
Terrängen runt La Ensenada är mycket platt. Runt La Ensenada är det ganska tätbefolkat, med 166 invånare per kvadratkilometer. Närmaste större samhälle är Comalcalco, 14,8 km väster om La Ensenada. Trakten runt La Ensenada består till största delen av jordbruksmark.